# Мелодичен блек метъл
Мелодичния блек метъл е поджанр на Блек метъла, появил се в средата на 90-те години. В основата на този стил са групите Dissection и Sacramentum.

## Характеристики
Мелодичния блек метъл запазва основните характеристики на Блек метъла, но е мелодичен стил. Много по-често използвани са клавири и китарни сола. Мелодичния блек метъл бива често объркван със симфоничния блек метъл, като двата стила се припокриват.

## Групи
Agathodaimon, Ancient, ...And Oceans, Antestor, Artefact, Borknagar, Catamenia, Chthonic, Dark Fortress, Dawn, Demoniac, Dissection, Диму Боргир, Drastique, Embraced, Gramary, Hecate Enthroned, Illnath, The Kovenant, Lord Belial, Morgul, Mörk Gryning, Naglfar, Nightfall, Nokturnal Mortum, Oathean, Old Man's Child, Opera IX, Rotting Christ, Sacramentum, Sanguis, Shade Empire, Sigh, Trelldom, Tvangeste, Виндир